# Darégal
Darégal est une entreprise française spécialisée dans la culture et la transformation d'herbes aromatiques, notamment surgelées, qui a évolué et innové au fil des décennies depuis 1887 et a acquis une place de leader international, tout en restant une entreprise familiale. Depuis l'origine, le siège de la société se trouve à Milly-la-Forêt (Essonne), une localité qui accueille aussi le Conservatoire national des plantes à parfum, médicinales, aromatiques et industrielles (CNPMAI).

## Histoire
La culture des plantes médicinales et aromatisées est attestée à Milly-la-Forêt depuis au moins la fin du XVIIIe siècle. La vente de simples (nom générique des plantes médicinales venant d’une opposition entre simple médecine et médecine composée) constitue une part significative de l’économie de la localité en 1850. En 1887, Armand Darbonne et sa femme Henriette, jusqu'alors ouvriers agricoles à Argenteuil, s’établissent en ce lieu  pour y pratiquer cette culture, tout en apportant leur savoir-faire de maraîchers et appuient leur développement sur la production de plants de fraisiers et de griffes d'asperges, en plus des herbes aromatiques. Sur ces plantes aromatiques, ils innovent en concevant et construisant un lit de séchage industriel à air libre pour plantes médicinales et à infusion, appelé depuis séchoir de Milly, consistant à disposer les plantes sur des claies tendues de toile de jute, à 20 cm les unes au-dessus des autres, dans un bâtiment bien aéré. Un de ces séchoirs, le séchoir de la Madeleine est conservé au CNPMAI.

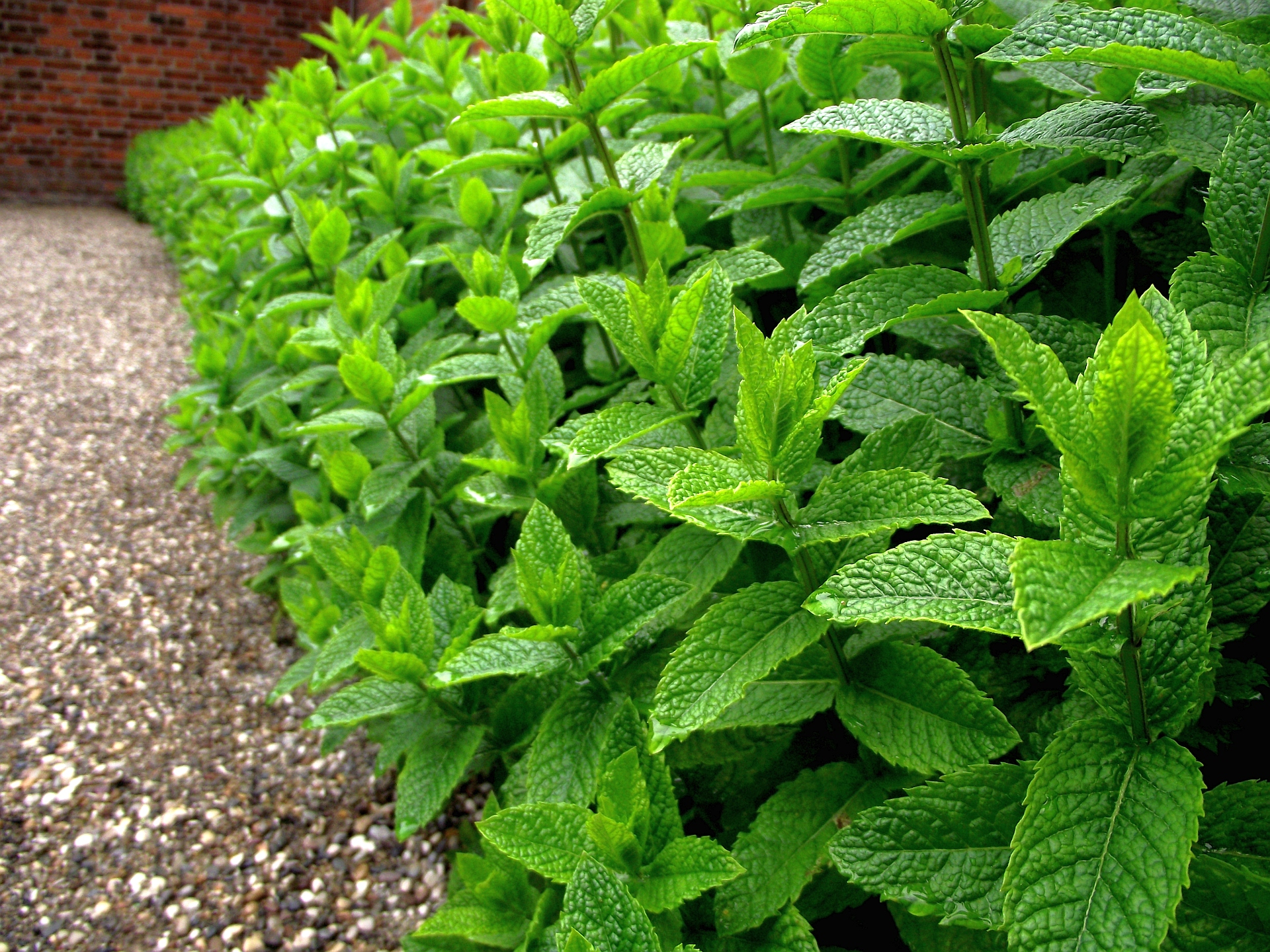
Culture de menthe poivrée

En 1920,  André Darbonne, 2e génération des exploitants, crée le syndicat professionnel des plantes médicinales en France. Une foire des plantes médicinales est lancée à Milly en 1923. Une sélection progressive des plantes les plus adaptées à la culture est effectuée au sein de l’entreprise. Ainsi, pour la menthe, André Darbonne décide de privilégier le cultivar Mitcham, de forte saveur. Il le décline en variétés successives toujours plus résistantes au verticillium. Il conçoit également, dans la continuité des recherches de ses parents, le premier séchoir à air chaud, et crée une coopérative distillant l’essence de menthe, qui fonctionne de 1945 à 1960.  
En 1954, Marc Darbonne, de la 3e génération, lance les plantes aromatiques déshydratées. En 1966, il construit le plus grand four de déshydratation en continu de l’époque. Luc Darbonne, de la 4e génération de cette entreprise familiale, en prend la direction en 1981. La société, dénommée désormais Darégal, est alors en quasi-faillite. Il s'emploie à l'adapter aux évolutions de la consommation et de l’industrie agroalimentaire, sur toute la chaîne, de la production agricole initiale, au conditionnement et à la commercialisation.Il construit notamment des offres adaptées à la grande distribution, et met au point une technique de surgélation (IQF) d'herbes aromatiques. Son premier client est un voisin, Armand Decelle, qui vient de racheter Picard Surgelés. Une unité de surgélation  suit à Milly-la-Forêt dans les années 1980. Dans les années 1990, une unité de production est installée à Turlock en Californie, Supherb Farms, puis en Argentine à Mar del Plata (cette implantation en Argentine ferme en 2002). En 1992, Darégal s’associe à McCormick, leader mondial des herbes et aromates, dans la mise en place de site de production aux États-Unis, mettant à profit ce partenariat pour développer les ventes en Amérique du Nord.
En 2001, Darégal rachète l’activité aromates surgelés de Gyma, initialement créée par les épices Ducros. En 2004, l’entreprise imagine une gamme d'arômes naturels d'herbes vertes (basilic, persil, estragon, coriandre, cresson de fontaine) et d'herbe blanche (ail), et en 2005, des herbes liquides pour fromage frais. En 2009, une nouvelle unité de production ouvre à Santaella en Espagne : Darégal Ibérica. Dans la décennie 2010, Charles Darbonne, de la 5e génération à la tête de cette entreprise familiale, prend la direction de l'entreprise,. En 2013, c’est le lancement des infusions surgelées.

## Chiffres clés
- 1er producteur mondial d’herbes aromatiques culinaires[8]
- 500 collaborateurs[10]
- 4 sites de production dans le monde : Milly-la-Forêt, Saint-Divy, Santella (Espagne) et Turlock (USA)[10]
- Capacité mondiale annuelle : 70 000 tonnes d’herbes fraîches
- 118 millions d’euros de chiffre d’affaires en 2012[10]
- 70 % des ventes à l’étranger[10]